# Tremaine Edmunds
Fe'Zahn Tremaine Edmunds (geboren am 2. Mai 1998 in Danville, Virginia) ist ein US-amerikanischer American-Football-Spieler auf der Position des Linebackers. Er spielte College Football für Virginia Tech und steht seit 2023 bei den Chicago Bears in der National Football League (NFL) unter Vertrag. Zuvor war Edmunds fünf Jahre lang für die Buffalo Bills aktiv, die ihn in der ersten Runde des NFL Draft 2018 ausgewählt hatten.

## College
Tremaine besuchte zusammen mit seinem Bruder Terrell Edmunds die Dan River High School in Ringgold, Virginia.
Edmunds spielte von 2015 bis 2017 Football am College. Er besuchte die Virginia Polytechnic Institute and State University und spielte dort für Virginia Tech Hokies in der NCAA Division I FBS.
Insgesamt kam er in drei Saisons auf 213 Tackles, davon 33 für Raumverlust, 10,0 Sacks, eine Interception und drei erzwungene Fumbles.

## NFL
Edmunds wurde im Alter von 19 Jahren im NFL Draft 2018 in der ersten Runde als 16. Spieler und zweiter Linebacker von den Buffalo Bills ausgewählt und ist damit nach Amobi Okoye der zweitjüngste Spieler, der in einem NFL Draft ausgewählt wurde. Später in der ersten Runde, an 28. Stelle, wurde sein Bruder Terrell Edmunds, der als Safety spielt, von den Pittsburgh Steelers ausgewählt, womit erstmals zwei Brüder in der ersten Runde des Drafts ausgewählt wurden. Edmunds unterschrieb bei den Bills einen Vierjahresvertrag über 12,7 Millionen Dollar.
Er stand ab dem ersten Spiel, als jüngster Spieler der NFL-Geschichte, in der Startaufstellung. In Woche 14 fing er seine erste Interception, womit er einen weiteren Rekord als jüngster Spieler aufstellte. Für seine guten Leistungen im Dezember mit 43 Tackles, vier verhinderten Pässen, einem erzwungenen Fumble und zwei Interceptions wurde er als NFL Defensive Rookie of the Month ausgezeichnet. Nach der Saison 2019 wurde er als Ersatz für den verletzten Dont’a Hightower für den Pro Bowl nachnominiert. Edmunds gelang seine zweite Saison mit über 100 Tackles, womit er der jüngste Spieler ist, dem dies in zwei aufeinanderfolgenden Spielzeiten gelang.
Wegen einer Schulterverletzung startete Edmunds zunächst nicht gut in die Saison 2020, konnte aber im weiteren Verlauf auf sein altes Niveau zurückkehren. Er wurde erneut in den Pro Bowl gewählt. Vor der Saison 2021 entschlossen die Bills sich dazu, die Fifth-Year-Option von Edmunds’ Rookievertrag wahrzunehmen. Am vierten Spieltag der Saison wurde Edmunds als AFC Defensive Player of the Week ausgezeichnet, nachdem er beim 40:0-Sieg von Buffalo gegen die Houston Texans eine Interception gefangen hatte, zudem hatte er sechs Tackles erzielt und einen Pass verhindert.
Im März 2023 unterschrieb Edmunds einen Vierjahresvertrag im Wert von 72 Millionen US-Dollar bei den Chicago Bears.

### NFL-Statistiken
| Saison                             | Saison | Spiele | Spiele      | Tackles | Tackles | Tackles | Tackles | Interceptions | Interceptions | Interceptions | Interceptions | Interceptions | Fumbles | Fumbles | Fumbles |
| Jahr                               | Team   | Spiele | als Starter | Gesamt  | Solo    | Ast     | Sacks   | PD            | INT           | Yds           | Lng           | TD            | FF      | FR      | TD      |
| ---------------------------------- | ------ | ------ | ----------- | ------- | ------- | ------- | ------- | ------------- | ------------- | ------------- | ------------- | ------------- | ------- | ------- | ------- |
| 2018                               | BUF    | 15     | 15          | 121     | 80      | 41      | 2,0     | 12            | 2             | 19            | 17            | 0             | 2       | 0       | 0       |
| 2019                               | BUF    | 16     | 16          | 115     | 66      | 49      | 1,5     | 9             | 1             | 0             | 0             | 0             | 0       | 0       | 0       |
| 2020                               | BUF    | 15     | 15          | 119     | 77      | 42      | 2,0     | 3             | 0             | 0             | 0             | 0             | 0       | 0       | 0       |
| 2021                               | BUF    | 15     | 15          | 108     | 70      | 38      | 0,0     | 4             | 1             | 4             | 4             | 0             | 0       | 0       | 0       |
| 2022                               | BUF    | 13     | 13          | 102     | 66      | 36      | 1,0     | 7             | 1             | 4             | 4             | 0             | 0       | 0       | 0       |
| 2023                               | CHI    | 15     | 15          | 113     | 69      | 44      | 0,0     | 7             | 4             | 61            | 61            | 1             | 1       | 1       | 0       |
| 2024                               | CHI    | 17     | 17          | 110     | 60      | 50      | 1,0     | 8             | 1             | 0             | 0             | 0             | 1       | 0       | 0       |
| Gesamt                             | Gesamt | 106    | 106         | 788     | 488     | 300     | 7,5     | 50            | 10            | 88            | 61            | 1             | 4       | 1       | 0       |
| Quelle: pro-football-reference.com |        |        |             |         |         |         |         |               |               |               |               |               |         |         |         |

## Persönliches
Tremaine Edmunds ist Sohn von Ferrell Edmunds, der von 1988 bis 1994 als Tight End in der NFL spielte und zwei Mal in den Pro Bowl gewählt wurde. Seine beiden Brüder sind ebenfalls Footballspieler. Terrell Edmunds spielt bei den Pittsburgh Steelers als Safety. Trey Edmunds war als Runningback für die New Orleans Saints und die Pittsburgh Steelers aktiv. Beim Spiel der Steelers gegen die Bills am 15. Dezember 2019 kamen alle drei Brüder zum Einsatz.